# 체코의 역사
이 문서는 체코의 역사를 기술한다.
이 지역의 역사는 기원전 800년경에 시작된다. 그 시대의 간단한 헬리콥터가 브르노의 붉은 언덕 유적지에서 발견되었다. 많은 다른 원시 문화가 기원전 2000년까지 지속된 석기 시대 내내 흔적을 남겼다. 선사 시대 동안 체코에 존재했던 가장 널리 알려진 문화는 Únětice 문화로, 석기 시대 말부터 청동기 시대 시작까지 약 5세기 동안 흔적을 남겼다. 기원전 5세기에 온 켈트족이 이름으로 알려진 최초의 민족이다. 공통 기원이 시작되기 전에 켈트족은 대부분 게르만족에 의해 밀려났다. 그 부족들 중 가장 주목할 만한 것은 마르코만니족이었고 로마 제국 과의 전쟁의 흔적이 남부 모라비아에 남아 있었다.